# Aura Dione

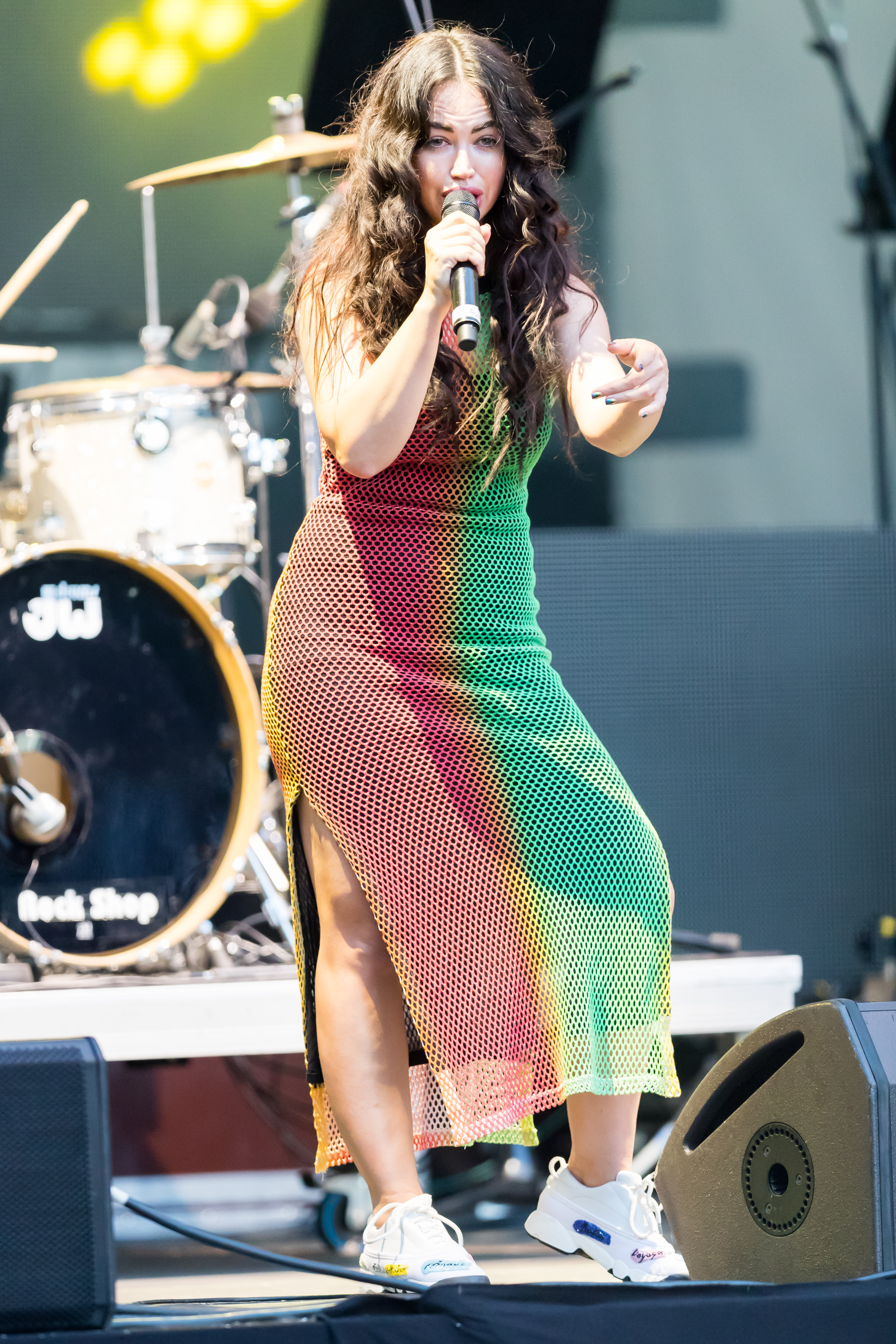
Aura Dione beim Stadtfest Ludwigshafen 2017

Aura Dione oder nur Aura, bürgerlich Maria Louise Joensen, (* 21. Januar 1985 in Kopenhagen) ist eine dänische Singer-Songwriterin.

## Leben

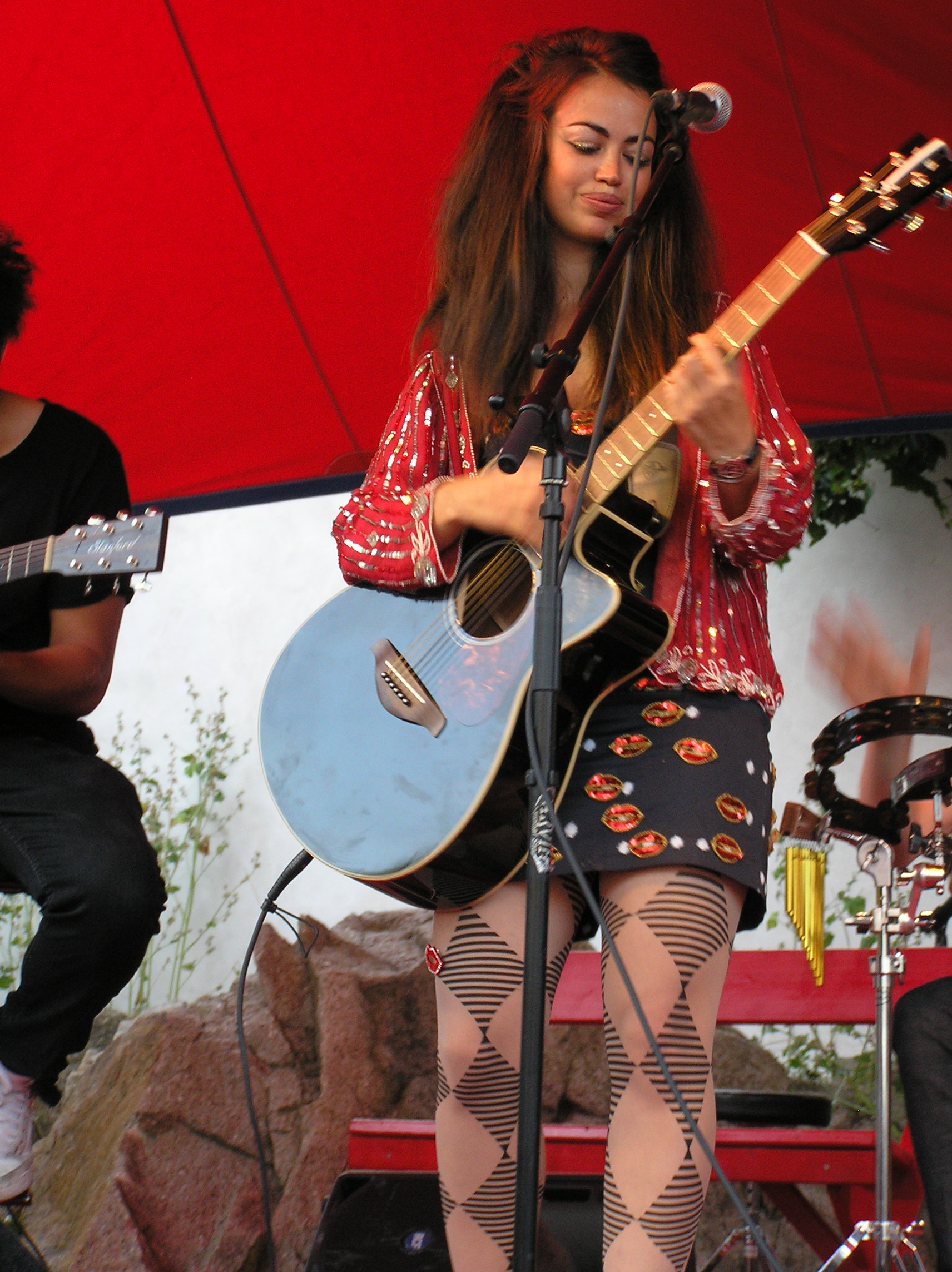
Aura Dione (2010)

Aura Dione ist die Tochter einer färöisch-französischen Musiklehrerin und deren dänisch-spanischen Mannes. Durch ihre Eltern, die sich auf dem Musikfestival Roskilde kennenlernten, kam sie früh mit Musik, Literatur und Kunst in Berührung, so schrieb sie beispielsweise im Alter von fünf Jahren ihren ersten Song. Auras Vater sammelt Gitarren, was ebenfalls ihre Musikkarriere beeinflusste.
Ihre Eltern waren Hippies und segelten mit ihr über die Weltmeere, bis sie sich, als Aura sieben Jahre alt war, auf der dänischen Ostseeinsel Bornholm niederließen, wo sie auch die Schule besuchte. Als 17-Jährige ging sie nach Australien, um sich musikalisch weiterzubilden. Dort schrieb sie viele Werke, die unter anderem von den australischen Aborigines beeinflusst waren. Diese Begegnung spiegelte sich später im Song Something from Nothing wider. In dieser Zeit veränderte Dione ihr Konzept für die Musik. Sie gestaltet nahezu ihre gesamte Kleidung, ihre Plattencover und Videos selbst.
2008 veröffentlichte sie unter dem Label Music for Dreams in Dänemark als erste Single Something from Nothing, danach folgten Song for Sophie und I Will Love You Monday. Die Universal Music Domestic Pop („UDP“), eine Tochterfirma von Universal Music, wurde auf Aura Dione aufmerksam und nahm sie unter Vertrag. Ihre erste Single außerhalb Dänemarks, I Will Love You Monday (365), wurde am 13. November 2009 in Deutschland veröffentlicht. Im Vergleich zur in Dänemark veröffentlichten Version des Songs enthält die Debüt-Single im deutschsprachigen Raum einen eigenen Refrain.
Der Titel schaffte es auf Anhieb in die Top 10 und schließlich sogar auf Platz eins der deutschen Singlecharts sowie auf Platz eins der deutschen Airplaycharts. Diones Debütalbum Columbine wurde am 27. November 2009 in Deutschland veröffentlicht. I Will Love You Monday erreichte in Deutschland Platin-Status. Die zweite Single, Song for Sophie, hielt sich insgesamt 22 Wochen in den deutschen Charts. Am 29. Oktober erschien die dritte Single aus dem Album, Something from Nothing. Diese konnte allerdings nicht an den Erfolg der Vorgänger anknüpfen.
Am 21. Oktober 2011 wurde Geronimo als erste Single des zweiten Albums mit dem Namen Before the Dinosaurs veröffentlicht. Geschrieben hat Aura den mit Platin ausgezeichneten Nummer-eins-Hit gemeinsam mit David Jost, der die Single auch produziert hat. Geronimo erreichte Platz eins in ihrer Heimat und ist damit ihre bisher erfolgreichste Chartsingle in Dänemark.
In Deutschland erreichte das Lied ebenfalls die Chartspitze der Singlecharts. Aura Dione ist damit der zweite dänische Act nach Gitte Hænning, dem es gelang, zwei Nummer-eins-Hits in Deutschland zu platzieren.
Ihre zweite Singleauskopplung Friends hat Aura gemeinsam mit David Jost und dem US-amerikanischen Produzenten und Songwriter-Team Rock Mafia geschrieben. Sie erreichte die Top-10 in Deutschland, Österreich, der Schweiz und Dänemark und erreichte mit über 150.000 verkauften Einheiten Goldstatus in Deutschland.
Die dritte Single aus dem Album ist In Love with the World, welche Platz fünf in Dänemark erreichen konnte, wo sie am 28. Mai veröffentlicht wurde. Am 28. September 2012 erschien die Single auch in Deutschland, Österreich und der Schweiz. Die Single stieg in Deutschland auf Platz 59 und in Österreich auf Platz 38 ein. In der Schweiz konnte sich die Single nicht in den Charts platzieren. Das Video wurde währenddessen auf MyVideo am 19. September präsentiert.
Am 19. Mai 2017 erschien das dritte Album Can’t Steal the Music.

## Musik
“I am writing with humour and irony and with a desire to make a positive difference with my music, my voice and with my life while I am here.”

„Ich schreibe mit Humor und Ironie und mit einem Wunsch, etwas Positives mit meiner Musik, meiner Stimme und mit meinem Leben zu bewirken, während ich hier bin.“

Dione hat Plattenverträge mit dem Major-Label Universal Music und dem dänischen Plattenlabel Music for Dreams. Ihr Musikstil liegt im Bereich des Pop, der sich unter anderem aus Folk-Elementen und elektronischen Akzenten zusammensetzt.

## Diskografie
Studioalben

| Jahr | Titel Musiklabel                           | Höchstplatzierung, Gesamtwochen, AuszeichnungChartplatzierungen (Jahr, Titel, Musiklabel, Platzierungen, Wochen, Auszeichnungen, Anmerkungen) | Höchstplatzierung, Gesamtwochen, AuszeichnungChartplatzierungen (Jahr, Titel, Musiklabel, Platzierungen, Wochen, Auszeichnungen, Anmerkungen) | Höchstplatzierung, Gesamtwochen, AuszeichnungChartplatzierungen (Jahr, Titel, Musiklabel, Platzierungen, Wochen, Auszeichnungen, Anmerkungen) | Höchstplatzierung, Gesamtwochen, AuszeichnungChartplatzierungen (Jahr, Titel, Musiklabel, Platzierungen, Wochen, Auszeichnungen, Anmerkungen) | Anmerkungen                                               |
| Jahr | Titel Musiklabel                           | DE | AT | CH | DK | Anmerkungen                                               |
| ---- | ------------------------------------------ | --- | --- | --- | --- | --------------------------------------------------------- |
| 2008 | Columbine Music for Dreams (Sony)          | DE44 (17 Wo.)DE | AT31 (8 Wo.)AT | CH30 (14 Wo.)CH | DK3 (13 Wo.)DK | Erstveröffentlichung: 28. Januar 2008 Verkäufe: + 150.000 |
| 2011 | Before the Dinosaurs Island Records (UMG)  | DE14 (16 Wo.)DE | AT30 Gold · (11 Wo.)AT | CH36 (6 Wo.)CH | DK6 Platin · (43 Wo.)DK | Erstveröffentlichung: 4. November 2011 Verkäufe: + 30.000 |
| 2017 | Can’t Steal the Music Island Records (UMG) | — | — | — | — | Erstveröffentlichung: 19. Mai 2017                        |
| 2022 | Life of a Rainbow Mermaid Records (Sony)   | — | — | — | — | Erstveröffentlichung: 26. August 2022                     |

## Preise
Danish Music Awards
- 2009: „Best Female Artist“ (Beste Künstlerin)
- 2009: „Best Pop Release“ (Bestes Pop-Album) [für Columbine]

Radio Regenbogen Award
- 2011: „Radio Regenbogen Hörerpreis“[12]

European Border Breakers Award (EBBA)
- 2011: für Columbine (Album)